# Koło Klipsa
Koło Klipsa – grupa artystyczna działająca w latach 1983–1990 w Poznaniu, założona w listopadzie 1983 przez studentów Państwowej Wyższej Szkoły Sztuk Plastycznych w Poznaniu reprezentujących nurt nowej ekspresji. Należeli do niej: Leszek Knaflewski, Mariusz Kruk, Krzysztof Markowski i Wojciech Kujawski. Okazjonalnie z grupą współpracowali: Robert Moroń, Piotr Kurka, Piotr Postaremczak i Mariusz Młodzianowski.
Manifestacje artystyczne grupy zostały przez krytyków zaliczone do nurtu „rzeźby pomalarskiej” oraz „realizmu magicznego”. Praca polegała na realizowaniu wspólnych projektów wystaw przez wszystkich członków. Najpierw powstawał ogólny projekt. Później następował podział zadań. Każdy artysta zmuszony był samodzielnie pracować we wspólnej pracowni nad obiektami, które później musiały zostać dopasowane na wystawie. Pracę nad kolejnymi wystawami poprzedzało sporządzenie ogólnego projektu. Powstawał – wykonywany na ogół przez Knaflewskiego – rysunek-schemat: inwentaryzacja przestrzeni dla wystawy – punkt wyjścia dla dalszej pracy. Prace członków grupy nie były oddzielnie sygnowane, dzięki temu autorstwo poszczególnych dzieł do dzisiaj jest domniemane.

## Historia
Członkowie grupy poznali się na studiach i to dzięki dużej dozie wolności jaka panowała na uczelni mogli realizować własne plany artystyczne. Jej rolą miało być m.in. stworzenie środowiska intelektualnego. Miejscem wspólnej pracy była przeważnie Galeria Wielka 19 w Poznaniu. W 1986 r. Koło Klipsa opuścił Wojciech Kujawski, a w 1987 r. Mariusz Kruk. Ostatnia wspólna prezentacja grupy Koła Klipsa miała miejsce w 1990 roku w warszawskiej Zachęcie podczas wystawy Galerie lat 80.. Leszek Knaflewski wraz z Krzysztofem Markowskim pozostali w grupie do chwili jej rozwiązania w 1990 roku.

## Wystawy
- 1984: Galeria Wielka 19, Poznań
- 1984: Galeria Wielka 19, Poznań
- 1984: Galeria Wielka 19, Poznań
- 1985: Galeria Foksal, Warszawa
- 1985: Galeria Wielka 19, Poznań
- 1985: Galeria BWA, Bydgoszcz
- 1985: Teatr Polski, Poznań
- 1986: Galeria Wielka 19, Poznań
- 1986: Galeria Krzysztofory, Kraków
- 1986: Galeria BWA, Puławy
- 1986: Teatr Współczesny, Wrocław
- 1986: BWA, Olsztyn
- 1986: Figury i przedmioty, CRP Orońsko
- 1987: BWA, Szczecin
- 1987: Galeria BWA, Lublin
- 1987: Biennale Sztuki Nowej, Zielona Góra
- 1987: Group-Art-Work, Documenta, Kassel
- 1988: Świeżo malowane, Galeria Zachęta, Warszawa
- 1988: Polish Realities, Third Eye Centre, Glasgow
- 1989: Galeria Promocyjna, Warszawa
- 1990: Galerie lat 80., Galeria Zachęta, Warszawa
- 2015: Witalny realizm grupy Koło Klipsa, Muzeum Sztuki, Łódź[1]